# Pangeleyan
Pangeleyan is een bestuurslaag in het regentschap Bangkalan van de provincie Oost-Java, Indonesië. Pangeleyan telt 507 inwoners (volkstelling 2010).